# Eckart Bode
Eckart Bode (* 18. April 1938 in Jever; † 16. Juni 1994 bei Berkhof bei Hannover) war ein Verwaltungsjurist, Oberkreisdirektor und Regierungspräsident des Regierungsbezirks Weser-Ems.

## Leben
Nach seinem 1958 am Alten Gymnasium in Oldenburg abgelegten Abitur studierte Bode Rechtswissenschaften zunächst in Freiburg und anschließend in Göttingen. Nach seinem 1. juristischen Staatsexamen 1962 war er als Rechtsreferendar im Bezirk des Oberlandesgerichts Oldenburg tätig. 1967 schloss er sein Referendariat mit dem 2. Staatsexamen ab. Im selben Jahr promovierte Bode bei Werner Weber in Göttingen.
Im November 1967 wurde Bode Richter am Verwaltungsgericht Oldenburg. Zum 1. Januar 1972 trat er als Dezernent und allgemeiner Vertreter des Oberkreisdirektors in den Dienst des Landkreises Friesland über. Im Oktober 1976 wurde er vom Kreistag des Landkreises Friesland zum Oberkreisdirektor gewählt. Nach Ablauf seiner zwölfjährigen Amtsperiode wählte der Kreistag ihn im Februar 1988 auf weitere zwölf Jahre zum Oberkreisdirektor.
Am 12. August 1991 wurde Bode vom niedersächsischen Innenminister Gerhard Glogowski zum Regierungspräsidenten des Regierungsbezirks Weser-Ems ernannt und am selben Tag im Rahmen einer Veranstaltung im Oldenburger Landtagsgebäude in sein Amt eingeführt, nachdem der bisherige Amtsinhaber Wolf Weber Chef der Niedersächsischen Staatskanzlei geworden war.
Am 16. Juni 1994 verstarben Eckart Bode und sein Fahrer Ulrich Knoop bei einem im Dienst erlittenen Verkehrsunfall auf der Bundesautobahn 7 bei Berkhof nördlich von Hannover.

## Schriften
- Die Rücknahme rechtswidriger Verwaltungsakte mit Doppelwirkung, Dissertation Universität Göttingen 1967

| Personendaten    | Personendaten               |
| ---------------- | --------------------------- |
| NAME             | Bode, Eckart                |
| KURZBESCHREIBUNG | deutscher Verwaltungsjurist |
| GEBURTSDATUM     | 18. April 1938              |
| GEBURTSORT       | Jever                       |
| STERBEDATUM      | 16. Juni 1994               |
| STERBEORT        | bei Berkhof                 |